# 舒强
舒强（1915年7月21日—1999年11月12日），原名蒋树强，又名蒋渺凝，男，江苏南京人，中国话剧演员、导演、理论家，中国戏剧家协会理事，第六、七届全国政协委员。